# Bultfontein
Bultfontein [bœltfɔntɛĭn] ist eine Stadt in der südafrikanischen Provinz Freistaat. Sie ist Verwaltungssitz der Lokalgemeinde Tswelopele im Distrikt Lejweleputswa. Bultfontein liegt 97 Kilometer nördlich von Bloemfontein. Die Stadt mit 2176 Einwohnern (Stand 2011) wurde 1874 gegründet. 21.189 Menschen leben im angrenzenden Township Phahameng.
Ihren Namen erhielt die Stadt nach der dort zu findenden Quelle.
Die Stadt ist Endpunkt der im Güterverkehr betriebenen Nebenstrecke (Orkney–)Vierfontein–Bultfontein.

## Sehenswürdigkeiten
- Sandveld Nature Reserve (37.700 Hektar)